# 谢集站
谢集站（原名小坝集站）是一个陇海线上的铁路车站，位于河南省商丘市梁园区谢集镇，建于1915年，目前为四等站，目前仅办理货运业务：办理整车货物发到；不办理客运业务。

## 历史
- 始建于1915年，时名小坝集站。
- 1959年更名为谢集站。